# Wat Ounalom

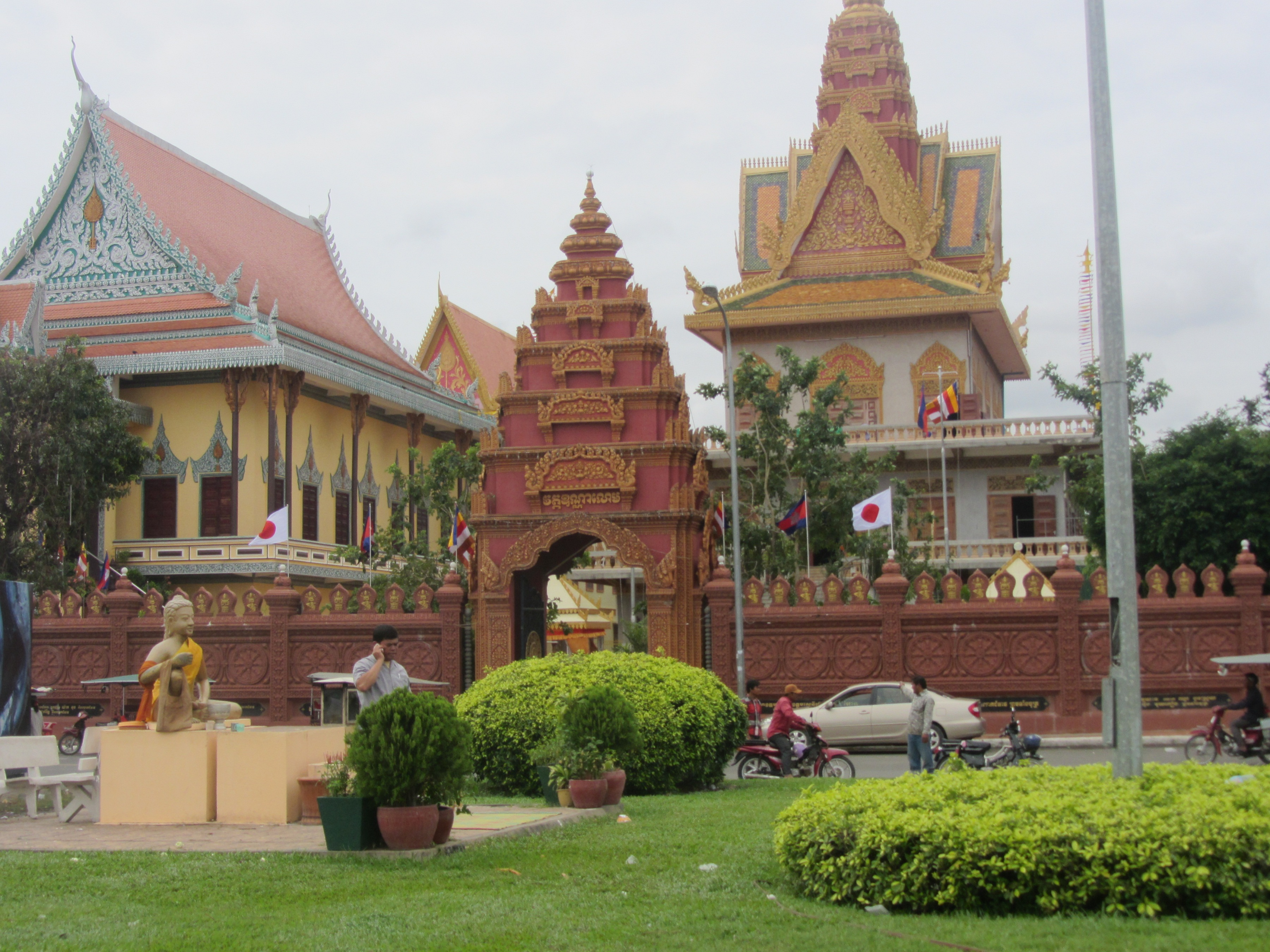
Wat Ounalom

Wat Ounalom is het hoofdkwartier van de patriarch van het Cambodjaanse boeddhisme. De tempel (wat) ligt in de stad Phnom Penh in Cambodja.
Met de bouw van het tempelcomplex werd begonnen in 1443 en omvat 44 gebouwen. De patriarch en andere belangrijke monniken in Cambodja wonen in deze tempel. Op de tweede verdieping van het hoofdgebouw is een standbeeld van Samdech Huot Tat de vierde patriarch die door de Rode Khmer vermoord werd. Het beeld is gemaakt in 1971 toen de patriarch 80 jaar was, maar werd door de Rode Khmer in de Mekong gegooid, waar het later is teruggevonden. Op de derde verdieping is een marmeren Boeddhabeeld dat door de Rode Khmer kapot was geslagen maar nu weer hersteld is. Achter het hoofdgebouw is een stoepa waarvan gezegd wordt dat die een haar van de wenkbrauw van de Boeddha bevat. Deze tempel was de eerste die gerestaureerd werd na het bewind van de Rode Khmer.